# Кушадасъ
Кушадасъ (на турски: Kuşadası) е град във вилает Айдън, Западна Турция, разположен на брега на Егейско море. Селището е отдалечено на 90 км от третия по големина град в Турция – Измир. Населението наброява приблизително 113 580 души (2019 г.). Кушадасъ е атрактивна туристическа дестинация, посещавана от хиляди души годишно. Буквално преведено, името на града означава Птичият остров. Образувано е от турските думи kuş – птица, и ada – остров. Предполага се, че името идва от малкия каменен остров с формата на птича глава, разположен близо до старото пристанище на града. Преди XV век градът се е назовавал под името Скала Нова и е бил голям търговски център, особено за търговците от Венеция и Средиземноморието. Градът е разположен непосредствено близо до античния град Ефес (Ephesus), туристическа атракция за мнозина туристи.
- Кушадасъ
- Полуостров Кушадасъ
- Кушадасъ през нощта